# Itea oldhamii
Itea oldhamii är en tvåhjärtbladig växtart som beskrevs av K.F.R. Schneid.. Itea oldhamii ingår i släktet Itea och familjen Iteaceae. Inga underarter finns listade i Catalogue of Life.

## Bildgalleri

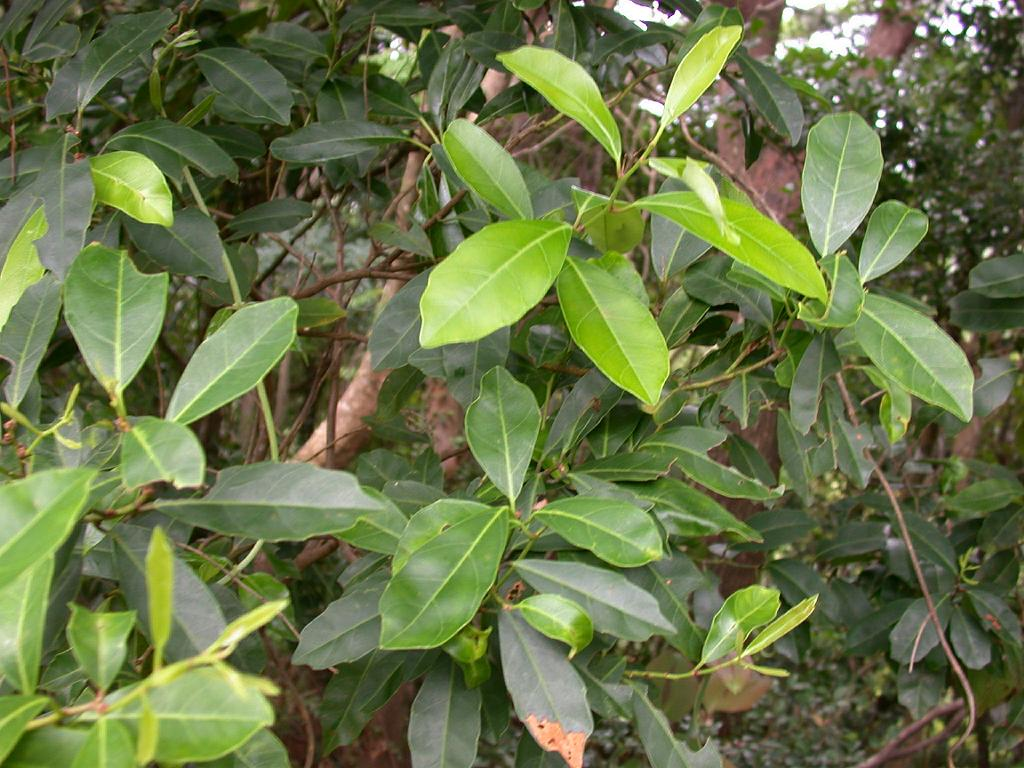
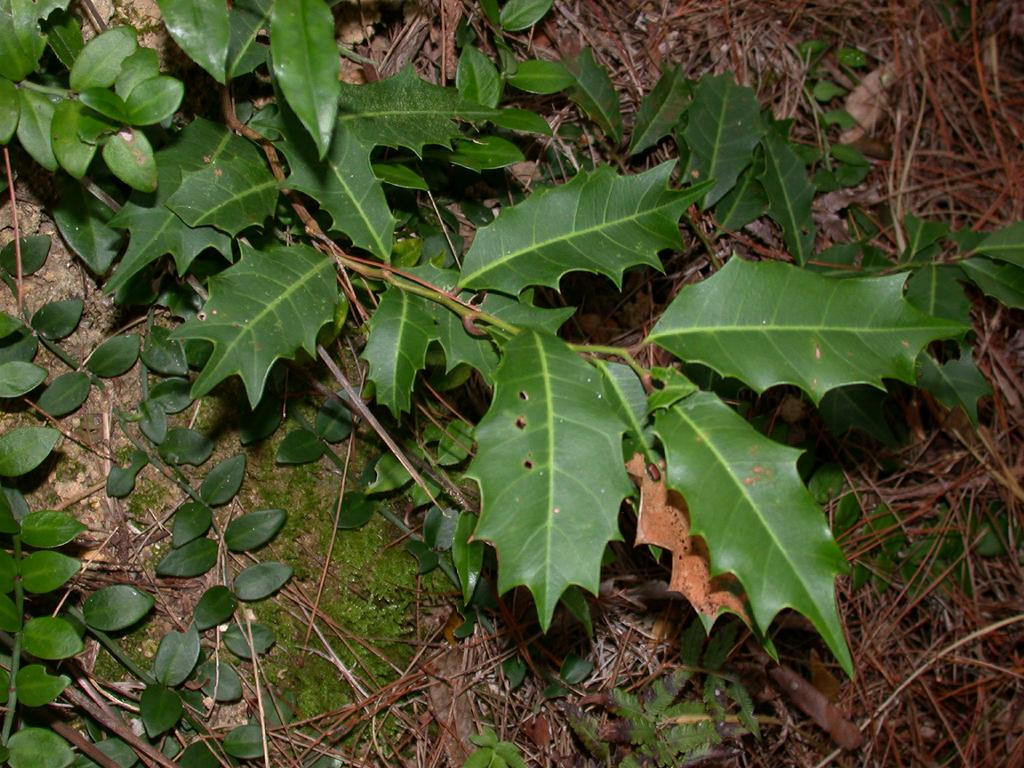
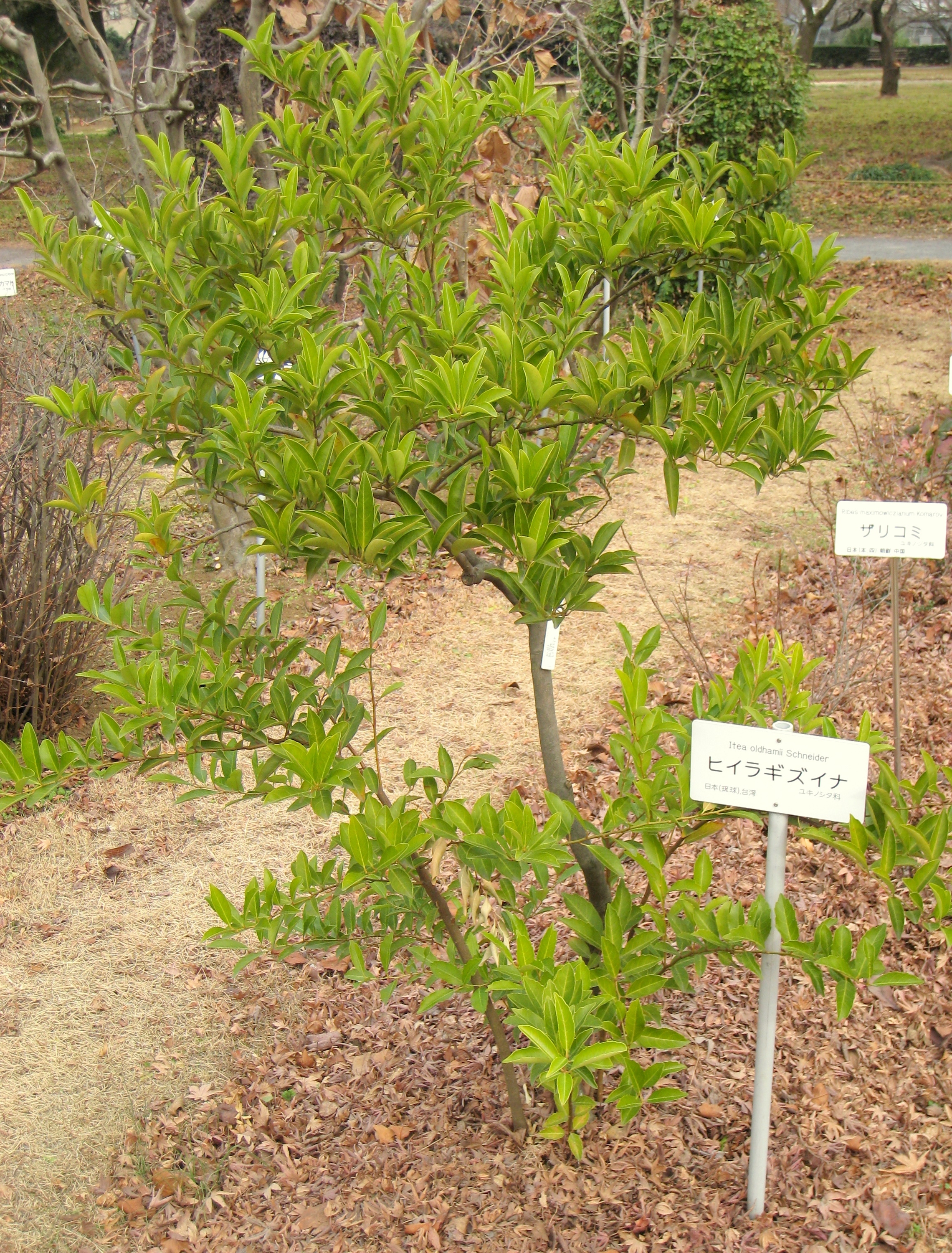